# Roberto Rodríguez Aguirre
Roberto Rodríguez Aguirre (Logroño, 14 de noviembre de 1942) es un exfutbolista español. Jugaba de portero. 

## Carrera deportiva
Jugó desde joven en las categorías inferipores del Atlético de Madrid, hasta 1964, año en el que ingresa en las filas del Pontevedra. Con este equipo consigue el ascenso a Primera división.
En la temporada siguiente regresa al Atlético de Madrid, esta vez para jugar en el primer equipo. Debuta en la Primera división de la liga española de fútbol el 16 de enero de 1966 en el partido Málaga 1 - 1 Atlético de Madrid.
En la primera temporada con el primer equipo consigue una Liga, título que ganaría dos veces más. Además ganó una Copa del Rey. En la temporada 1970/71 se alza con un Trofeo Zamora. En su última temporada como rojiblanco (1973-74) consiguió un subcampeonato de Liga.
En 1974 ficha por el Celta de Vigo, equipo que no hizo muy buena temporada, ya que descendió a Segunda división. En la temporada siguiente el equipo regresa de nuevo a Primera división. Después de esa temporada Rodri se retira de los terrenos de juego.
Rodri disputó un total de 169 partidos en Primera división.
Su hijo Roberto Rodríguez Basulto, también apodado Rodri y que también fue guardameta, jugó en el Real Sporting de Gijón, durante la temporada 1993-94 sustituyendo al mítico Ablanedo, aunque sus actuaciones no fueron tan destacadas como para tener continuidad en Primera División.  

## Selección nacional
Nunca ha sido internacional.

## Clubes
| Club                      | País   | Año       |
| ------------------------- | ------ | --------- |
| Pontevedra Club de Fútbol | España | 1964-1965 |
| Atlético de Madrid        | España | 1965-1974 |
| Celta de Vigo             | España | 1974-1976 |

## Títulos
- 3 Ligas españolas (Atlético, 1965-66, 1969-70 y 1972-73)
- 1 Copa del Rey (Atlético, 1972)